# Шмідт Петро Петрович

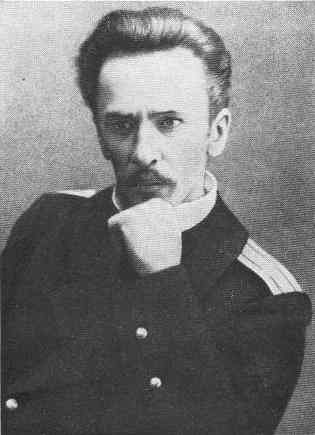
Петро Шмідт

Шмідт Петро Петрович (рос. Петр Петрович Шмидт, нім. Peter Schmidt; 5 [17] лютого 1867, Одеса, Херсонська губернія) — 19 березня 1906, острів Березань, Херсонська губернія) —  військовик-моряк, учасник Революції 1905—1907, один з керівників Севастопольського збройного повстання 1905.

## Життєпис
Народився в шляхетській родині. Батько — Петро Петрович Шмідт-старший, морський офіцер, контр-адмірал, старший морський начальник Бердянська.
У 1886 році Шмідт-молодший закінчив Петербурзьке морське училище і отримав перше офіцерське звання мічмана.
У 1886 році був зарахований до 8-го флотського екіпажу мічманом. Отримав призначення вахтовим офіцером на портове судно «Невка». З 1 січня 1887 року мічман Шмідт приступив до виконання службових обов'язків у навчально-стрілецькій команді 8-го флотського екіпажу. 17 січня 1888 року Наказом Його Імператорської Високості Генерал-Адмірала по Морському відомству № 86 переведений з Балтійського до Чорноморського флоту з зарахуванням до 2-го Чорноморського флотського Його Королівського Високості Герцога Единбурзького екіпажу. Отримав призначення у Чорноморському флоті на тендер «Буг». Майже відразу відбулася неприємна подія. Мічман Шмідт, перебуваючи в хворобливому нервовому нападі, прибув до кабінету командувача флоту і закотив істерику, «перебуваючи у вкрай збудженому стані, говорив усілякі безглузді речі». Після цього (21.01.1888) мічмана терміново відправили у шестимісячну відпустку.
Далі тривала низка відпусток з рідкісними перервами на службу. Проходив курс лікування у приватній лікарні доктора Савей-Могилевича для нервових та душевнохворих у м. Москві.
13 січня 1889 року Шмідт зробив вкрай незвичайний вчинок - вступив в офіційний шлюб з пітерською професійною повією з Василівської стрілки Домінікою Гаврилівною Павловою (нар. 1868), чим викликав крайню неприязнь до себе в офіцерському середовищі. Його батько, дізнавшись про те, що сталося, раптово помер.
Влітку 1889 року вийшов у відставку і оселився в Таганрозі, де працював у Азовсько-Донському комерційному банку.
У 1892 році Петро Шмідт поновився на військовій службі. У 1894 році був переведений до Сибірської флотилії. У складі Тихоокеанської ескадри проходив службу на міноносці «Янчиха», крейсері «Адмірал Корнілов», а з кінця 1894 року - на криголамі «Силач». 
У грудні 1895 року отримав звання лейтенанта і був нагороджений ювілейною медаллю на згадку про Олександра III. Проходив службу у 18-му Балтійському та Сибірському флотських екіпажах. 
14.01.1897 року відправлений до Нагасакського берегового лазарету для лікування. Йому було встановлено діагноз «шизофренія з манією величі». 20.02-1.03.1897 року перебував на лікуванні в береговому лазареті в Нагасакі, потім відкликаний до Владивостока. Через конфлікт з керівництвом Владивостоцького порту, перевівся на торговельний флот, де працював ревізором, старшим помічником, капітаном суден «Ігор» та «Діана». З початком російсько-японської війни Петро Шмідт викликається на флот, де подає рапорт на службу на підводному човні, але отримує призначення старшим офіцером на військовий транспорт «Іртиш». Під час переходу з Лібави на Далекий Схід у Шмідта загострилася хвороба нирок, внаслідок чого він був переведений на Чорноморський флот і зарахований до 28-го флотського екіпажу. Переїхав до Севастополя, де створив «Союз офіцерів - друзів народу» від імені якого, розіслав відозву, що закликала командирів кораблів підтримати революцію. Вів пропаганду серед матросів та офіцерів, називаючи себе позапартійним, засуджував соціал-демократів — за їх недостатньо уважне ставлення до вимог селянства, а соціалістів-революціонерів — за терор, до якого він відносився безумовно негативно; стояв за Установчі збори, вибрані загальними виборами; відстоював конституційну монархію. 
В 1905 році Петро Шмідт командував міноносцем № 253 в Ізмаїлі.
8 (31) жовтня 1905 року Шмідт закликав натовп звільнити політичних ув'язнених із Севастопольської міської в'язниці. В'язниця перебувала під охороною гарнізону, тому цей заклик, по суті, був провокацією. Після прибуття до в'язниці Шмідт зажадав від начальника в'язниці звільнення не лише політичних, а й кримінальних ув'язнених, на що отримав законну відмову. Тоді Шмідт закликав натовп на штурм в'язниці, після чого людей, які кинулися до воріт, зустрів залп солдатів гарнізону, в результаті вісім людей з натовпу - загинули.

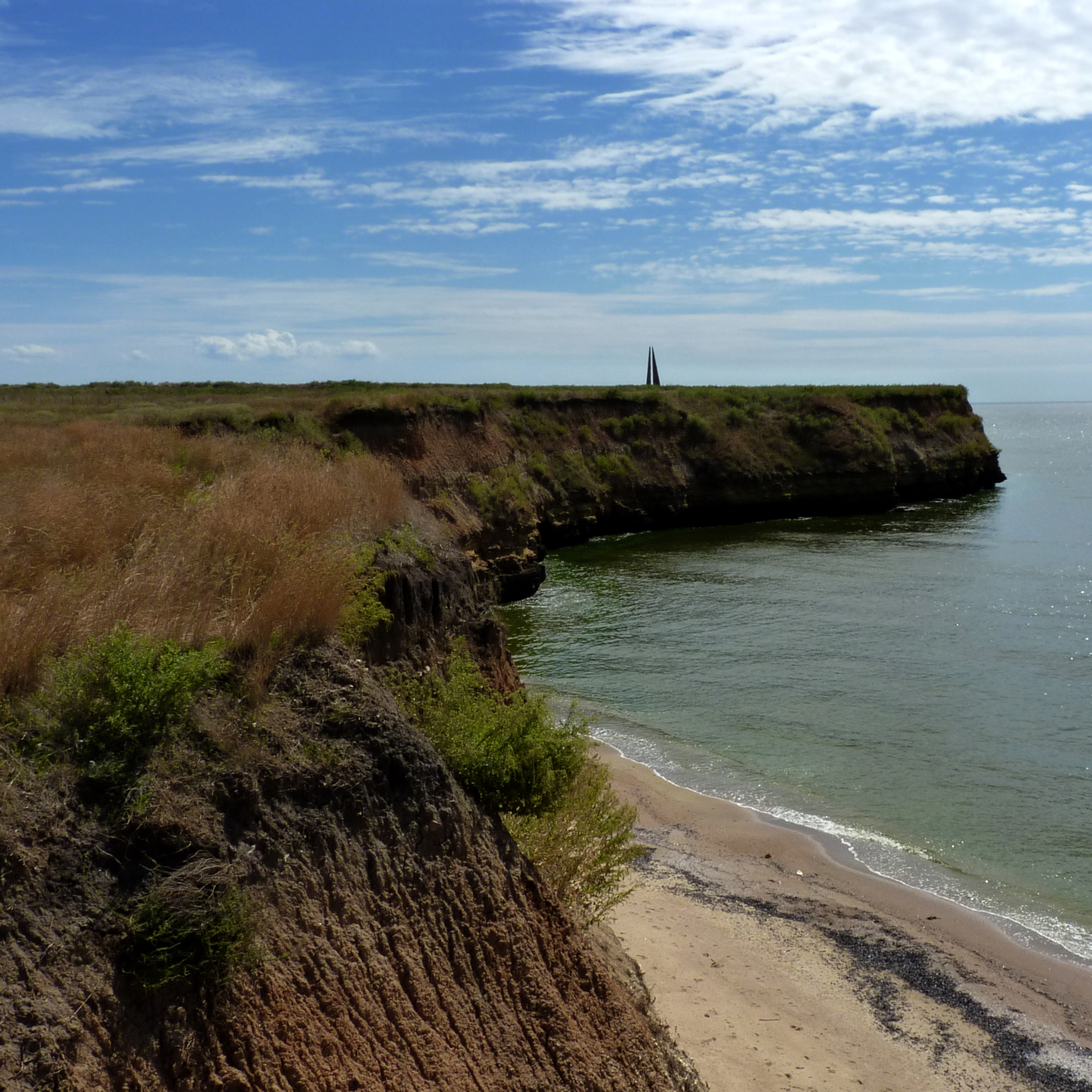
Монумент лейтенанту Шмідту на місці розстрілу на острові Березань

20 жовтня (2 листопада) 1905 року на мітингу на честь восьми людей, які загинули під час невдалого штурму в'язниці, виголосив промову, що дала йому широку популярність та стала відомою як «клятва Шмідта»: «Клянемося в тому, що ми ніколи не поступимося нікому жодній п'яді завойованих нами людських прав». Після Шмідта стався черговий нервовий напад, і на цвинтар, де ховали загиблих, він не поїхав.
20.10 (02.09).1905 року Шмідта було заарештовано, але 04.11.1905 року = відпущено під тиском громадськості. Шмідта було обрано «довічним депутатом» Севастопольської ради робітничих, матроських і солдатських депутатів. Після звільнення Шмідт продовжував активну політичну діяльність. 11.11.1905 року Петра Шмідта було відправлено у відставку у званні капітана 2-го рангу.

### Повстання на крейсері «Очаків»
8-10 листопада 1905 року почалося заворушення на крейсері «Очаків». Матроси крейсера вели перемовини зі Шмідтом, і коли 13 листопада 1905 невдоволення вибухнуло бунтом, Шмідт став його очільником. До крейсера, що збунтувався, пристали броненосець «Пантелеймон» і кілька інших суден. Шмідт звернувся до Імператора з вимогою Установчих зборів і заявою, що флот перестав підкорятися міністрам. Головнокомандувач Чорноморським флотом Григорій Чухнін піддав революційні кораблі та судна обстрілу шрапнеллю.

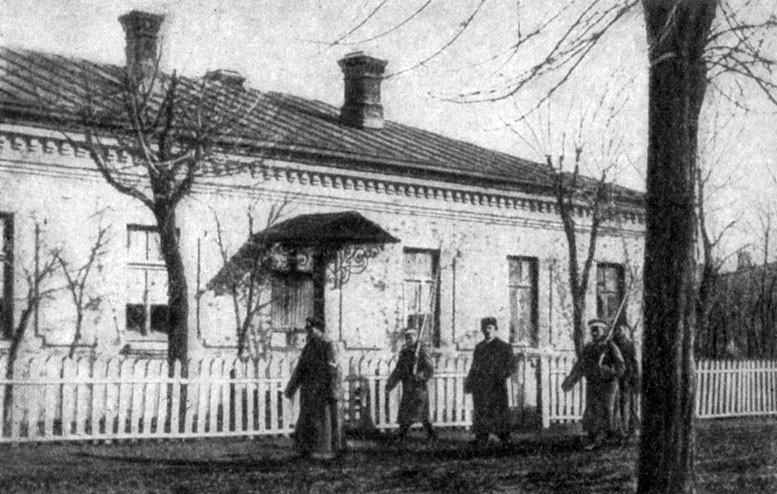
Лейтенанта Шмідта під конвоєм ведуть до суду, 1906

Шмідт погрожував за кожного страченого або вбитого матроса страчувати по полоненому офіцерові, але не виконав цієї погрози. За словами звинувачувального акту суду, кораблі Шмідта на вогонь відповідали слабким вогнем; за іншими відомостями, вони їм зовсім не відповідали. У всякому разі, Шмідт, уникаючи кровопролиття, нічого не зробив, аби відстоювати свої вимоги збройною рукою. На «Очакові» канонадою було спричинено пожежу; вціліла частина екіпажу почала рятуватися на шлюпках. Увечері 15 (29 листопада) 1905 крейсер «Очаків», майже без опору,  було розстріляно вірними уряду кораблями.

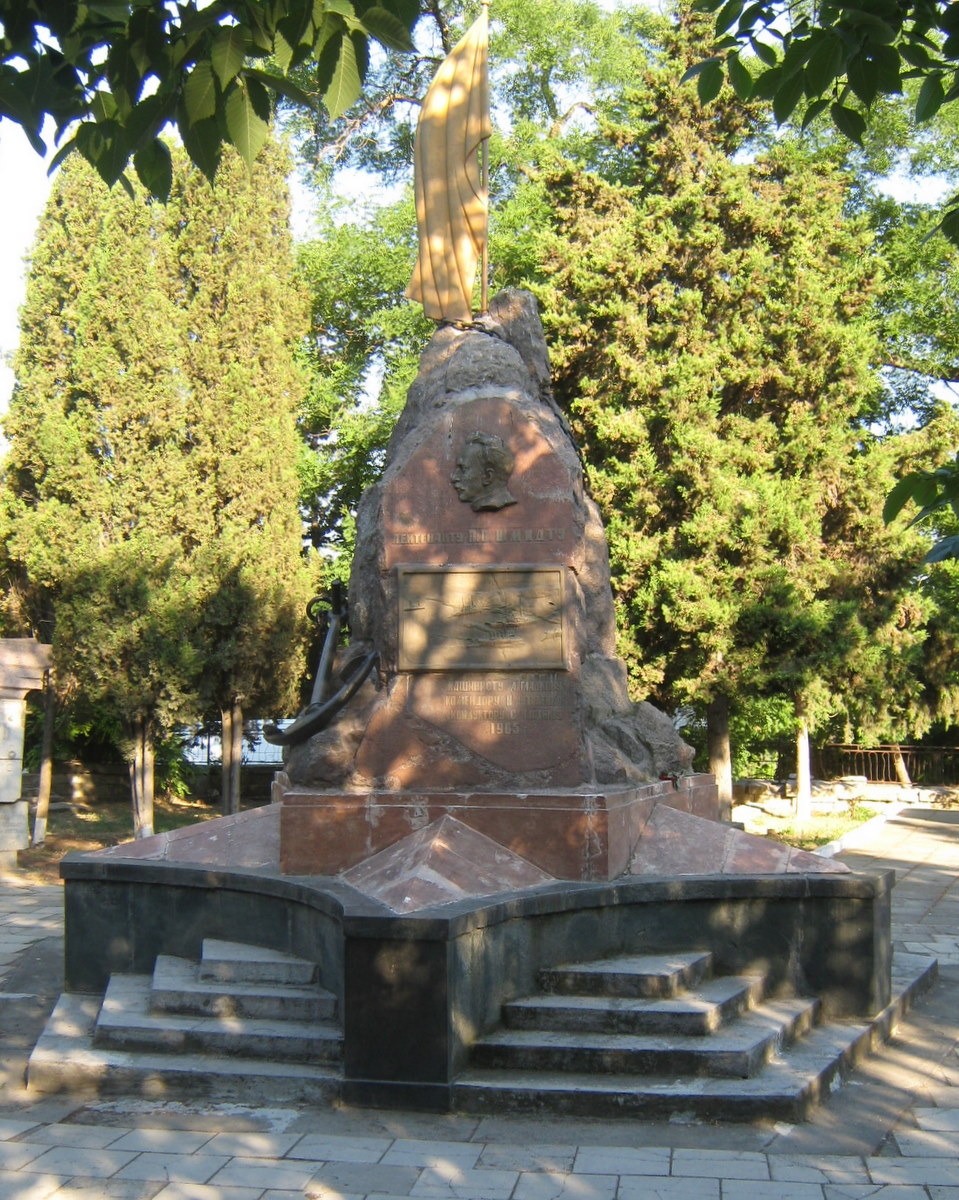
Пам'ятник на могилі П. П. Шмідта на кладовищі комунарів у Севастополі

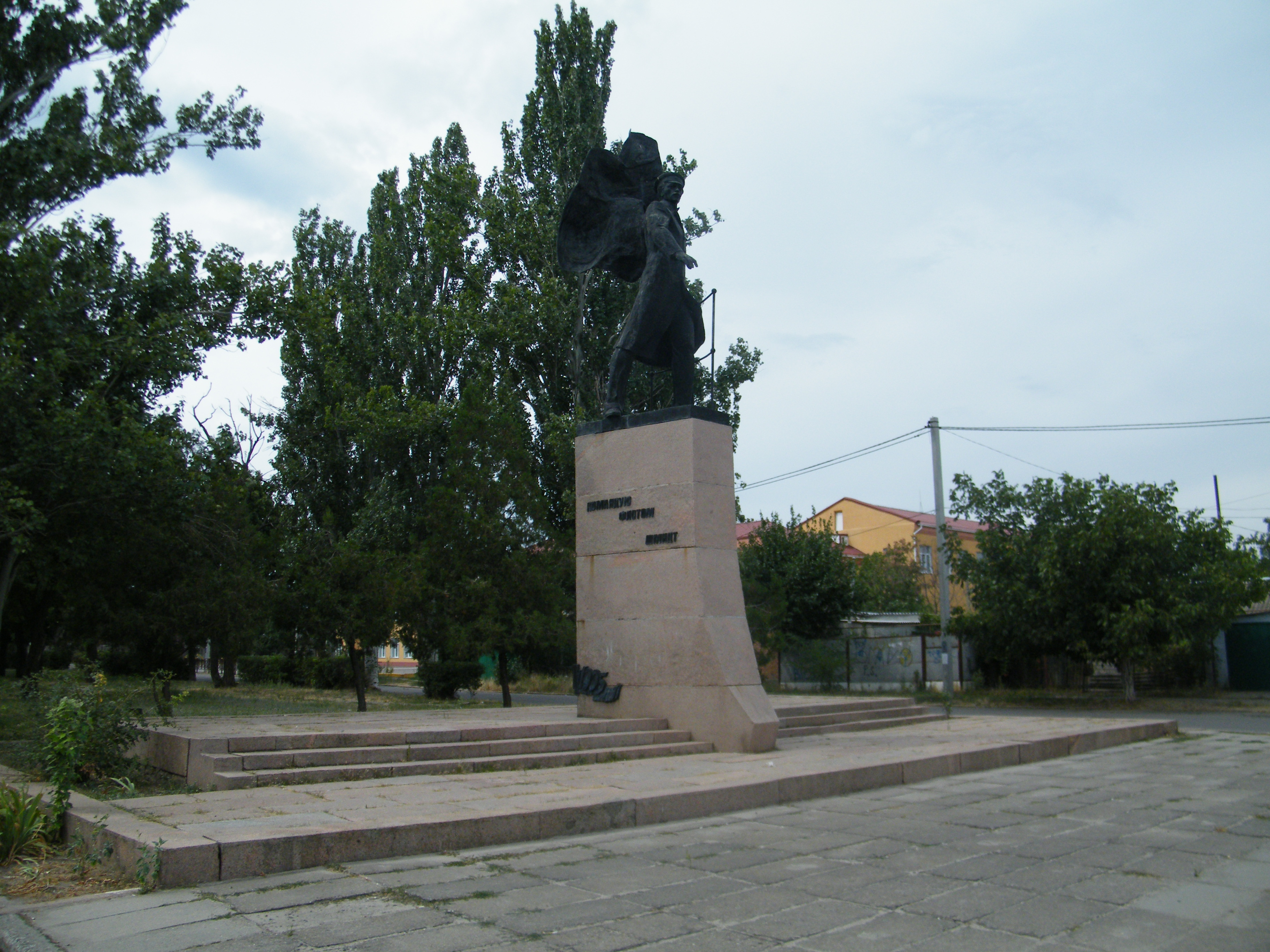
Пам'ятник П. П. Шмідту в Очакові

Шмідт був заарештований. Суд над ним відбувся в Очакові у лютому 1906 року. 18 лютого 1906 року, Шмідту, а також матросам О. Гладкову, С. Частнику та М. Антоненку, було винесено смертний вирок. Розстріляний на острові Березань 6 (19 березня) 1906. Стратою керував Михайло Михайлович Ставракі.
8 травня 1917 Петра Шмідта було урочисто перепоховано на кладовищі Комунарів у Покровському соборі в Севастополі.

## Лейтенант Шмідт у культурі
- Олександр Олесь написав вірш «Капітану Шмідту» (1906), у якому закликає «здійснювати заповіт» і продовжувати боротьбу.
- Борис Пастернак написав поему «Лейтенант Шмідт».
- У романі Ільфа і Петрова «Золоте теля» діють «тридцять синів лейтенанта Шмідта» — самозванців і шахраїв, що «працюють» по взаємній домовленості в різних регіонах СРСР. Реальний син Шмідта Євген брав участь в повстанні 1905 року разом з батьком, під час громадянської війни служив в білій армії і жив в еміграції.
- Фільм «Поштовий роман» (1969) (режисер — Є. Матвєєв, в ролі Шмідта — Олександр Парра) — історія складних взаємин П. П. Шмідта і Зінаїди Різберг на основі їх листування.
- Яхта «Маяна», яка спочатку належала барону Фальц-Фейну, після жовтневого перевороту отримала назву «Лейтенант Шмідт».
- Книга: Черкашин Геннадій Олександрович.:Клянусь Землею і Сонцем.— К.:Веселка, 1989. — 368с., 115 тис. пр., роман-хроніка, іл., ISBN 5-301-00337-2.
- В Одесі ім'ям Петра Шмідта названо вулицю, а на фасаді будинку в Стурдзівському провулку (нині – провулок Віри Інбер) встановлено дошку (демонтована 17.05.2025)[1].